# Kostel svaté Anežky České (Drnovice)
Kostel sv. Anežky České v Drnovicích je moderní katolický filiální kostel vystavěný roku 1990. Vysvěcen byl olomouckým arcibiskupem Janem Graubnerem dne 21. července 1991.

## Varhany
V kostele stojí varhany vyrobené roku 2008 varhanářem Petrem Kovářem. Při jejich výrobě byly použity některé části varhan z 2. poloviny 19. století, které byly dříve umístěny v zaniklém evangelickém kostele v Karviné-Dolech .